# Oroperipatus lankesteri
Oroperipatus lankesteri är en klomaskart som först beskrevs av Eugène Louis Bouvier 1899.  Oroperipatus lankesteri ingår i släktet Oroperipatus och familjen Peripatidae. Inga underarter finns listade i Catalogue of Life.